# 312-й отдельный разведывательный авиационный полк
312-й отдельный разведывательный авиационный полк  — воинская часть вооружённых СССР в Великой Отечественной войне.

## Наименование полка
За период своего существования полк менял своё наименование:
- 312-й разведывательный авиационный полк;
- 312-й штурмовой авиационный полк[1];
- 312-й штурмовой авиационный Белостокский полк[1];
- 312-й штурмовой авиационный Белостокский Краснознамённый полк[1];
- 312-й штурмовой авиационный Белостокский Краснознамённый ордена Суворова полк[1].

## История
В составе действующей армии полк находился с 22 июня 1941 по 9 сентября 1941.
На 22 июня 1941 года входил в состав ВВС Прибалтийского особого военного округа (по некоторым данным находился в подчинении 6-й смешанной авиационной дивизии), дислоцировался в Риге. Имел на вооружении 6 самолётов СБ, оборудованных для ведения разведки, и какое-то количество Р-5. С началом Великой Отечественной войны полк из-за неукомплектованности материальной частью и неготовности личного состава участия в боевых действиях не принимал. 23 июня 1941 года передал свои самолёты в 46-й скоростной бомбардировочный авиационный полк и отбыл в тыл.
Из Риги полк был передислоцирован сначала в Таллин, затем в Калинин и далее в Бузулук. После укомплектования и переподготовкой летного состава через 2 месяца полк передислоцирован в Воронеж в 1-ю запасную авиабригаду, где было организовано переучивание личного состава.
9 сентября 1941 года полк переформирован в Москве в 312-й штурмовой авиационный полк.

## Подчинение
| Дата            | Фронт (округ)         | Армия | Корпус | Дивизия                           | Примечания          |
| --------------- | --------------------- | ----- | ------ | --------------------------------- | ------------------- |
| 22.06.1941 года | Северо-Западный фронт | -     | -      | -                                 | -                   |
| 01.07.1941 года | Северо-Западный фронт | -     | -      | 6-я смешанная авиационная дивизия | -                   |
| 10.07.1941 года | -                     | -     | -      | -                                 | на переформировании |
| 01.08.1941 года | -                     | -     | -      | -                                 | нет данных          |
| 01.09.1941 года | -                     | -     | -      | -                                 | нет данных          |

## Командиры
- майор Георгиев Иван Васильевич[3][4] — с марта 1940 года по сентябрь 1941 года